# Arnold Feuereisen
Arnold Feuereisen, född 4 augusti 1868 i Moskva, död 1943, var en balttysk arkivarie.
Feuereisen blev stadsarkivarie i Dorpat 1905 och i Riga 1907 samt 1911 president för Gesellschaft für Geschichte und Altertumskunde i Riga. Han publicerade ett antal arbeten om Pernaus, Dorpats och Rigas historia före och under det svenska väldet och utgav "Livländische Geschichtsliteratur 1902–1907" (1904–10). Bland hans skrifter märks Die Anfänge des Denkmalschutzes in Schweden und Livland och den viktiga redogörelsen Über das baltische Archivwesen (i "Arbeiten des ersten baltischen Historikertages zu Riga 1908", 1909) samt Ein Notstand des baltischen Archivwesens (i "Arbeiten des zweiten baltischen Historikertages zu Reval 1914") med värdefulla upplysningar om regeringsarkiven. Vidare kan nämnas Die Gesellschaft für Geschichte und Altertumskunde zu Riga vor und nach dem Weltkriege (1923). Han invaldes 1918 som ledamot av Samfundet för utgivande av handskrifter rörande Skandinaviens historia.